# アイ・ゴー・トゥ・ピーセス
「アイ・ゴー・トゥ・ピーセス」（原題： I Go to Pieces）は、デル・シャノンが作詞作曲した楽曲。ピーター&ゴードンのヒット曲として知られる。

## 概要
デル・シャノンはミシガン州のナイトクラブで見つけたR&Bシンガーのロイド・ブラウンのために本作品を書いた。一旦はシャノンのプロデュースによりブラウンのレコーディングが行われるも、レーベル会社が見つからず彼のレコードは日の目を見ずに終わった。1964年8月、シャノン自身のレコーディングが行われる。しかしスタジオをブッキングした3時間の間に満足なボーカル・テイクが得られなかったために、レコード化は再び頓挫する。なお後述するようにシャノンのバージョンは1965年に発表されている。
結局イギリスのデュオ・グループ、ピーター&ゴードンが歌うこととなり、同年11月20日に彼らの4枚目のシングルとして発売された。なお、それまでの3枚のシングルのA面はすべてレノン＝マッカートニーの作品だったため、「アイ・ゴー・トゥ・ピーセス」は彼らにとって初のアメリカの作家による作品となった。本国ではヒットしなかったが、12月にアメリカで発売されたシングルは1965年2月20日から2月27日にかけてビルボード・Hot 100で2週連続9位を記録した。ブリティッシュ・インヴェイジョンの余勢を駆ってスウェーデンでは11位、オーストラリアでは26位を記録した。

## その他のバージョン
- デル・シャノン - 1965年のアルバム『One Thousand Six Hundred Sixty One Seconds』に収録[4]。
- コットン、ロイド&クリスチャン - 1975年のデビュー・アルバム『Cotton, Lloyd & Christian』に収録。シングルカットされビルボード・イージーリスニング・チャートの10位を記録した。
- ザ・ウィナーズ - 1975年のアルバム『Love and Other Pieces』に収録。
- レイチェル・スウィート - 1979年のデビュー・アルバム『Fool Around』（アメリカ盤）に収録。
- サザン・パシフィック - 1990年のアルバム『Country Line』に収録。
- ニルス・ロフグレン - 1981年のアルバム『Night Fades Away』に収録。ロフグレンは作者のシャノンと共に歌っている。